# George Driver Nelson
George Driver „Pinky“ Nelson (* 13. Juli 1950 in Charles City, Iowa) ist ein ehemaliger US-amerikanischer Astronaut. 
Nelson erhielt 1972 einen Bachelor in Physik vom Harvey Mudd College und 1974 einen Master sowie 1978 einen Doktor jeweils in Astronomie, beide von der University of Washington.
Nelson betrieb astronomische Forschungen am Sonnenobservatorium auf dem Sacramento Peak, am Astronomischen Institut in Utrecht, am Observatorium der Universität Göttingen und am Joint Institute for Laboratory Astrophysics in Boulder (Colorado).

## Astronautentätigkeit
Nelson wurde im Januar 1978 von der NASA als Astronautenanwärter ausgewählt. Er war Wissenschaftler auf Erdbeobachtungsflugzeugen und arbeitete in der Entwicklungsabteilung der Astronautenbüros für Raumanzüge. Beim ersten Space-Shuttle-Flug STS-1 war er Fotograf im Beobachtungsflugzeug. Er war Mitglied der Unterstützungsmannschaften und Verbindungssprecher (CAPCOM) für die Missionen STS-3 und STS-4.

### STS-41-C

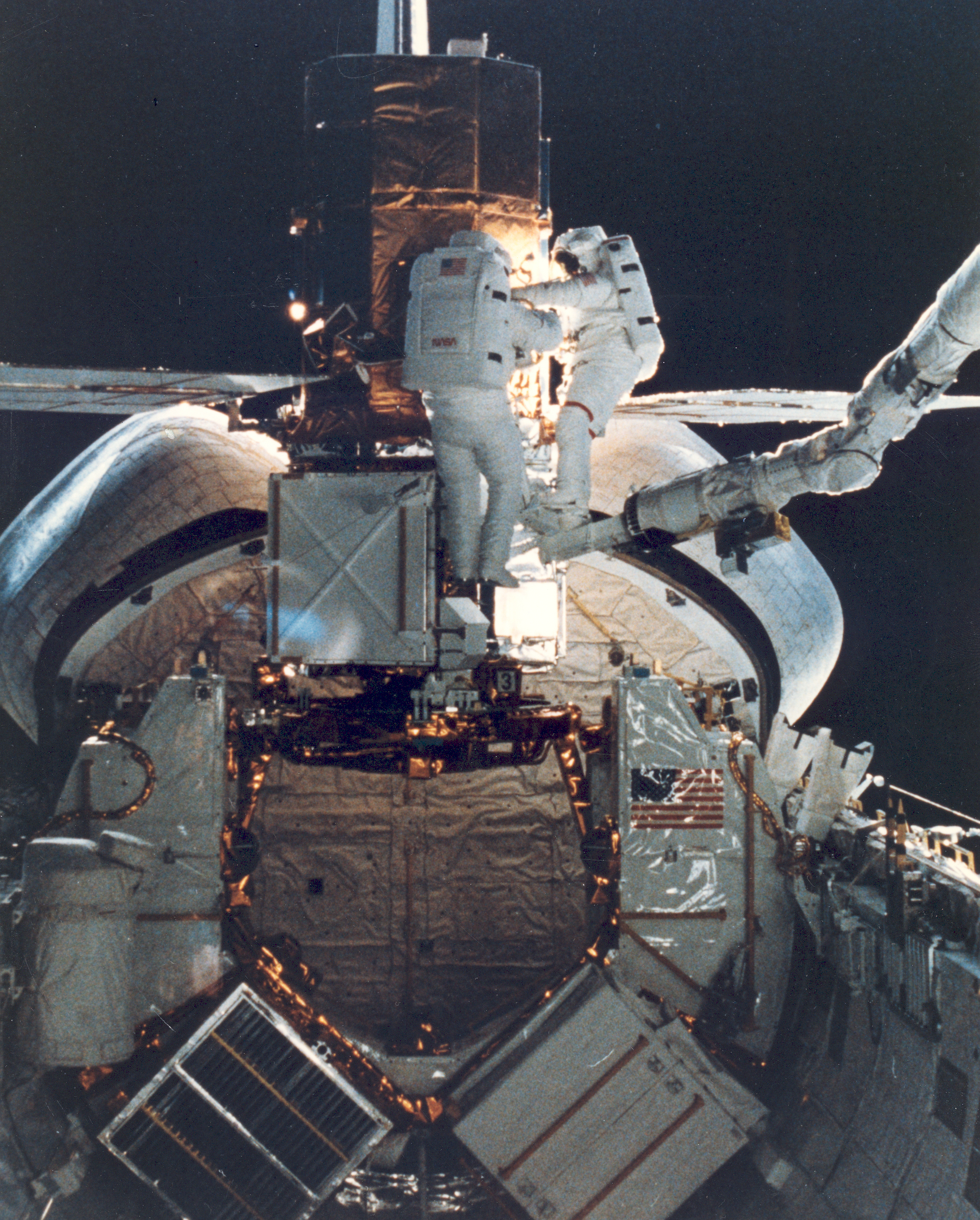
Die Astronauten van Hoften und Nelson reparieren den eingefangenen Solar-Max-Satelliten

Am 6. April 1984 startete Nelson als Missionsspezialist mit der Raumfähre Challenger zu seinem ersten Flug ins All.  Bei zwei Weltraumausstiegen wurde der defekte Sonnenbeobachtungssatellit SolarMax von Nelson und seinem Astronautenkollegen James van Hoften eingefangen und repariert. Außerdem wurde die Long Duration Exposure Facility (LDEF) mit 57 Experimenten ausgesetzt, die später mit STS-32 wieder eingefangen und zurück zur Erde gebracht wurde. Nach sieben Tagen landete Nelson auf der Edwards Air Force Base.

### STS-61-C
Nelson startete am 12. Januar 1986 mit der Raumfähre Columbia zur Mission STS-61-C. Hauptziel der Mission war es, den Kommunikationssatelliten SATCOM KU-1 in seine Umlaufbahn zu bringen. Außerdem wurden zahlreiche kleinere astrophysikalische und materialwissenschaftliche Experimente durchgeführt.

### STS-26
Am 29. September 1988 startete Nelson mit der Raumfähre Discovery erneut ins All. Nach einer Unterbrechung von über zweieinhalb Jahren, verursacht durch die Challenger-Katastrophe, wurde das Shuttle-Programm mit dieser Mission wieder aufgenommen. Neben der Durchführung einer Vielzahl von Experimenten aller Art setzte die Mission den Kommunikationssatelliten TDRS-3 aus. Die Landung erfolgte planmäßig in Edwards AFB, Kalifornien.

## Nach der NASA
Nelson verließ die NASA 1989 und wurde Professor an der Western Washington University in Bellingham. 

## Privates
George Nelson ist verheiratet und hat zwei Kinder. 1987 gründete er zusammen mit Robert Gibson und Brewster H. Shaw die Astronautenband Max Q.